# Spring Hill (Florida)
Spring Hill és una concentració de població designada pel cens dels Estats Units a l'estat de Florida. Segons el cens del 2007 tenia 92.144 habitants.

## Demografia
Segons el cens del 2000, Spring Hill tenia 69.078 habitants, 28.274 habitatges, i 21.035 famílies. La densitat de població era de 502 habitants/km².
Dels 28.274 habitatges en un 23,8% hi vivien nens de menys de 18 anys, en un 62,2% hi vivien parelles casades, en un 9% dones solteres, i en un 25,6% no eren unitats familiars. En el 21,1% dels habitatges hi vivien persones soles el 13,7% de les quals corresponia a persones de 65 anys o més que vivien soles. El nombre mitjà de persones vivint en cada habitatge era de 2,39 i el nombre mitjà de persones que vivien en cada família era de 2,74.
Per edats la població es repartia de la següent manera: un 19,5% tenia menys de 18 anys, un 5,8% entre 18 i 24, un 21,2% entre 25 i 44, un 24,2% de 45 a 60 i un 29,4% 65 anys o més.
L'edat mediana era de 48 anys. Per cada 100 dones de 18 o més anys hi havia 86,7 homes.
La renda mediana per habitatge era de 32.861 $ i la renda mediana per família de 37.608 $. Els homes tenien una renda mediana de 30.076 $ mentre que les dones 21.364 $. La renda per capita de la població era de 17.184 $. Entorn del 6,4% de les famílies i el 9,5% de la població estaven per davall del llindar de pobresa.

## Poblacions més properes
El següent diagrama mostra les poblacions més properes.